# Geovane Maranhão
Geovane Diniz Silva hay đơn giản Geovane Maranhão (sinh ngày 4 tháng 2 năm 1989 ở Barreirinhas), là một cầu thủ bóng đá người Brasil thi đấu ở vị trí tiền đạo cho Al Hilal EC.

## Thống kê sự nghiệp
| Thành tích câu lạc bộ       | Thành tích câu lạc bộ | Thành tích câu lạc bộ | Giải vô địch | Giải vô địch | Cúp     | Cúp       | Khác    | Khác      | Tổng | Tổng |
| --------------------------- | --------------------- | --------------------- | ------------ | ------------ | ------- | --------- | ------- | --------- | ---- | ---- |
| Câu lạc bộ !\| Giải vô địch | Số trận               | Bàn thắng             | Số trận      | Bàn thắng    | Số trận | Bàn thắng | Số trận | Bàn thắng |      |      |
| 2013                        | Resende               | Copa do Brasil        | -            | -            | 1       | 0         | -       | -         | 1    | 0    |
| 2013                        | Resende               | Carioca               | -            | -            | -       | -         | 11      | 2         | 15   | 2    |
| 2014                        | Resende               | Copa do Brasil        | -            | -            | 1       | 0         | -       | -         | 1    | 0    |
| 2014                        | Resende               | Carioca               | -            | -            | -       | -         | 15      | 2         | 15   | 2    |
| 2014                        | Resende               | Copa Rio              | -            | -            | -       | -         | 15      | 5         | 15   | 5    |
| 2015                        | Madureira             | Série C               | 14           | 3            | -       | -         | -       | -         | 14   | 3    |
| 2015                        | Madureira             | Carioca               | -            | -            | -       | -         | 13      | 2         | 13   | 2    |
| 2015                        | Madureira             | Copa Rio              | -            | -            | -       | -         | 7       | 1         | 7    | 1    |
| 2016                        | Madureira             | Carioca               | -            | -            | -       | -         | 14      | 0         | 14   | 0    |

## Danh hiệu
Vasco da Gama
- Campeonato Brasileiro Série B: 2009

Resende
- Copa Rio: 2015